# يارا (فلم)
يارا هو فيلم درامي روائي طويل كتبه وأخرجه وأنتجه عباس فاضل، عام 2018.

## القصة
تعيش يارا مع جدتها في وادٍ معزول معظم سكانه قد ماتوا أو هاجروا إلى الخارج. في أحد الأيام تلتقي يارا بمتجول شاب.

## توزيع
- ميشيل وهبة: يارا
- إلياس فريفر: إلياس، المتجول الشاب
- ماري القاضى: جدة يارا
- إلياس القاضي: المرشد السياحي

## اختيارات المهرجان
- المسابقة الدولية، مهرجان لوكارنو الدولي، 2018.

## روابط خارجية
- مقالات تستعمل روابط فنية بلا صلة مع ويكي بيانات